# 长尾凤尾蕨
长尾凤尾蕨（学名：Pteris heteromorpha）为凤尾蕨科凤尾蕨属下的一个种。

## 扩展阅读
- 維基物種上的相關：长尾凤尾蕨